# Centrale Inlichtingendienst (1919-1940)

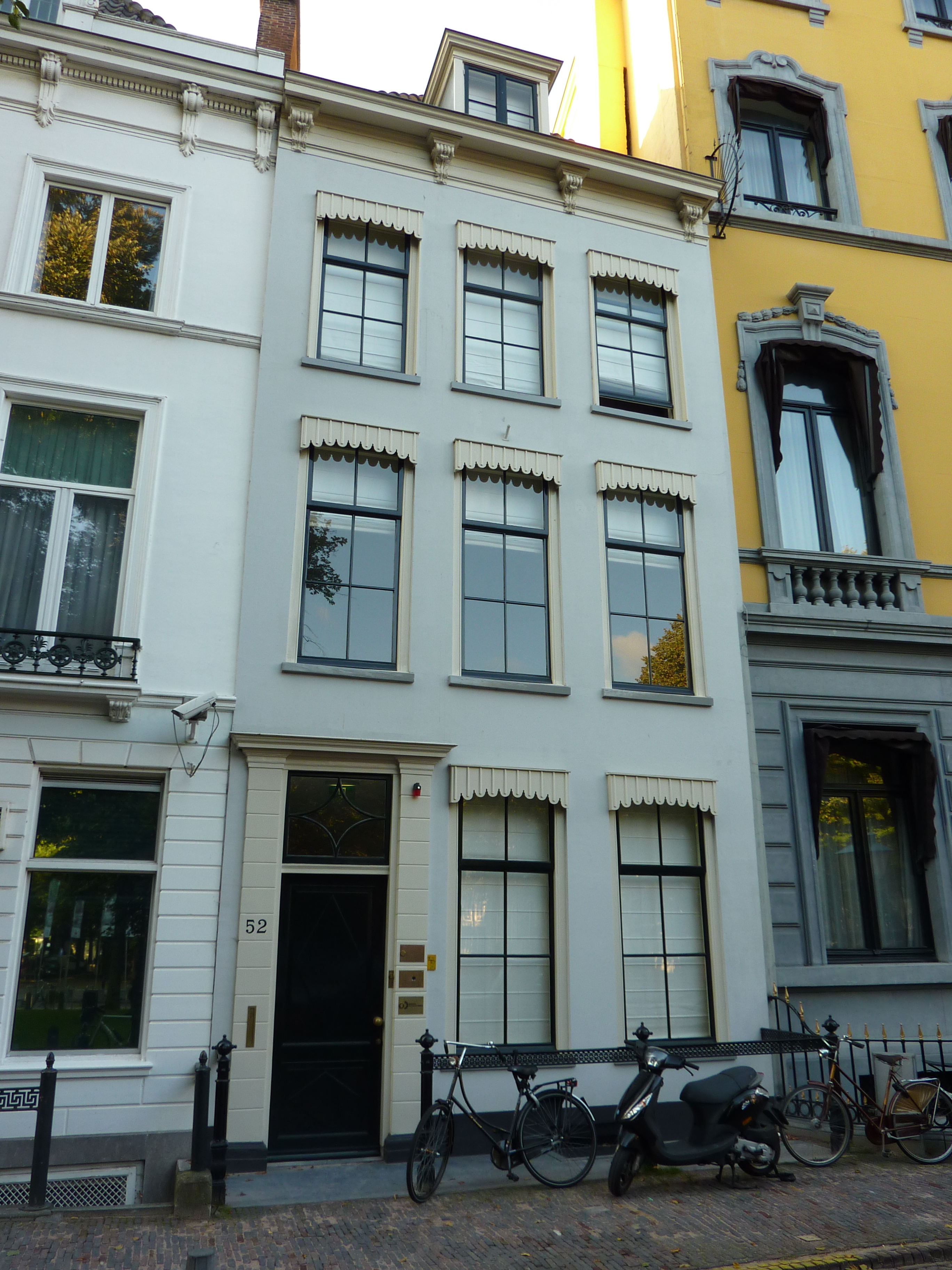
Het Lange Voorhout 52 in Den Haag, waar de Centrale Inlichtingendienst gevestigd was.

De Centrale Inlichtingendienst (CI) was de eerste Nederlandse civiele veiligheidsdienst, die in januari 1919 werd opgericht en bij de Duitse inval in mei 1940 werd opgeheven. 
Deze dienst moet niet verward worden met de Centrale Inlichtingendienst (CID) die van juli 1940 tot november 1942 als inlichtingen- en veiligheidsdienst van de Nederlandse regering in ballingschap fungeerde.

## Achtergrond en oprichting
De Centrale Inlichtingendienst kwam voort uit een idee van kapitein H.A.C. Fabius, het hoofd van de in 1914 opgerichte militaire inlichtingendienst GS III, waarvan afdeling IIIB zich rond het eind van de Eerste Wereldoorlog meer op de binnenlandse veiligheid en extreemlinkse bewegingen was gaan richten. Zo werden onder andere de activiteiten van Pieter Jelles Troelstra gevolgd, die in november 1918 een socialistische revolutie poogde uit te voeren.
Om dergelijke binnenlandse politieke ontwikkelingen en met name de "revolutionaire propaganda" in de gaten te houden en de regering daarover te kunnen informeren vond Fabius dat er een civiele veiligheidsdienst moest komen. Enkele belangrijke hoofden van de lokale politie-inlichtingendiensten zagen niet zoveel in dit idee, maar de chef van de Generale Staf, generaal W.F. Pop, beval het plan positief aan de regering aan.
Op 13 januari 1919 werden premier en minister van Binnenlandse Zaken Ch. Ruijs de Beerenbrouck, minister van Justitie Th. Heemskerk en enkele topambtenaren het eens over de oprichting van de Centrale Inlichtingendienst (CI), die aanvankelijk nog aangeduid werd als de Centrale Inlichtingsdienst. Heemskerk beloofde medewerking van de procureurs-generaal en ook de commissarissen der koningin reageerden enthousiast. Over de financiering, de ambtelijke inbedding en de politieke verantwoordelijkheid was men het echter minder snel eens.
Uiteindelijk werd de CI betaald uit de geheime middelen van het ministerie van Oorlog, hoewel die eigenlijk alleen bedoeld waren voor het buitenlandse inlichtingenwerk van afdeling IIIA, en werd de CI gehuisvest in een klein pand aan de Lange Voorhout 52, waar ook GS III haar hoofdkwartier had. De activiteiten van de CI vielen echter onder verantwoordelijkheid van de minister van Binnenlandse Zaken, maar noch het parlement, noch de gemeenteraden wisten van het bestaan van de nieuwe geheime dienst af.

## Organisatie en activiteiten
Hoewel de Centrale Inlichtingendienst formeel onder afdeling IIIB van de Generale Staf viel, had ze een eigen diensthoofd. Aanvankelijk was dat kapitein J.C. Roelofsen, die in de zomer van 1919 tegelijk met Fabius vertrok. Na hem volgden snel achter elkaar C.A. van Woelderen, C.S. Sixma baron van Heemstra en kapitein W.F. Hofstede, waarna in april 1921 kapitein, later majoor T.S. Rooseboom tot hoofd van de CI benoemd werd, om dat tot aan de opheffing in mei 1940 te blijven.
De CI telde nooit meer dan een handjevol medewerkers, doorgaans militaire officieren, die het verzamelen van inlichtingen niet zelf deden. Slechts een enkele keer, bijvoorbeeld in geval van een grote staking of demonstratie, werd iemand gestuurd om zelf verslag uit te brengen. De CI ontving zijn inlichtingen en informatie van heel uiteenlopende partijen. Naast de commissarissen van de koningin, de procureurs-generaal en de Koninklijke Marechaussee waren dat bijvoorbeeld ook grote bedrijven, de Bijzonder Vrijwillige Landstorm (BVL) en particuliere recherchebureaus.
De belangrijkste bron van informatie was de gemeentepolitie en met name met de inlichtingenbureaus van de gemeentepolitie in Amsterdam, Rotterdam, Den Haag en Utrecht werden nauwe banden onderhouden. Voor de contacten met de politie elders in het land werd vanaf 1923 een landelijke vergadering met vertegenwoordigers van de Rijksveldwacht georganiseerd, die vanaf 1930 jaarlijks in Utrecht gehouden werd.
Om tijdig voor een (socialistische) revolutie te kunnen waarschuwen hield de CI de ontwikkelingen in binnen- en buitenland in de gaten, waarbij de meeste aandacht uitging naar links-extremistische stromingen zoals anarchisme, socialisme, communisme en pacifisme. Rechts-extremisme, zoals fascisme en nationaalsocialisme, kreeg pas vanaf de jaren dertig meer aandacht. De lokale politie verzamelde informatie over personen en organisaties die zich op die verdachte terreinen begaven en stuurde die per koerier of aangetekende brief naar de CI (bij de posterijen konden immers communisten werken).
Bij de CI werden alle binnenkomende berichten geregistreerd, waarna persoonsnamen werden opgenomen in de cartotheek en de informatie vervolgens hoofdzakelijk door A.J. Rooseboom, broer van diensthoofd T.S. Rooseboom, werd verwerkt tot inlichtingenrapporten die aan de zogeheten afnemers werden verstrekt. Sinds 1926 werd er maandelijks een overzicht van de binnenlandse politieke situatie uitgebracht en wanneer er veel gaande was tweewekelijks. Daarnaast hield de CI "zwarte lijsten" bij met namen van personen die verdacht werden revolutionair te zijn, wat kon worden gebruikt voor de uitvoering van het ambtenarenverbod dat in mei 1933 werd ingevoerd om de opmars van de NSB tegen te gaan. Begin 1940 stonden zo'n 6500 personen op deze zwarte lijsten.

## Jaren dertig en opheffing

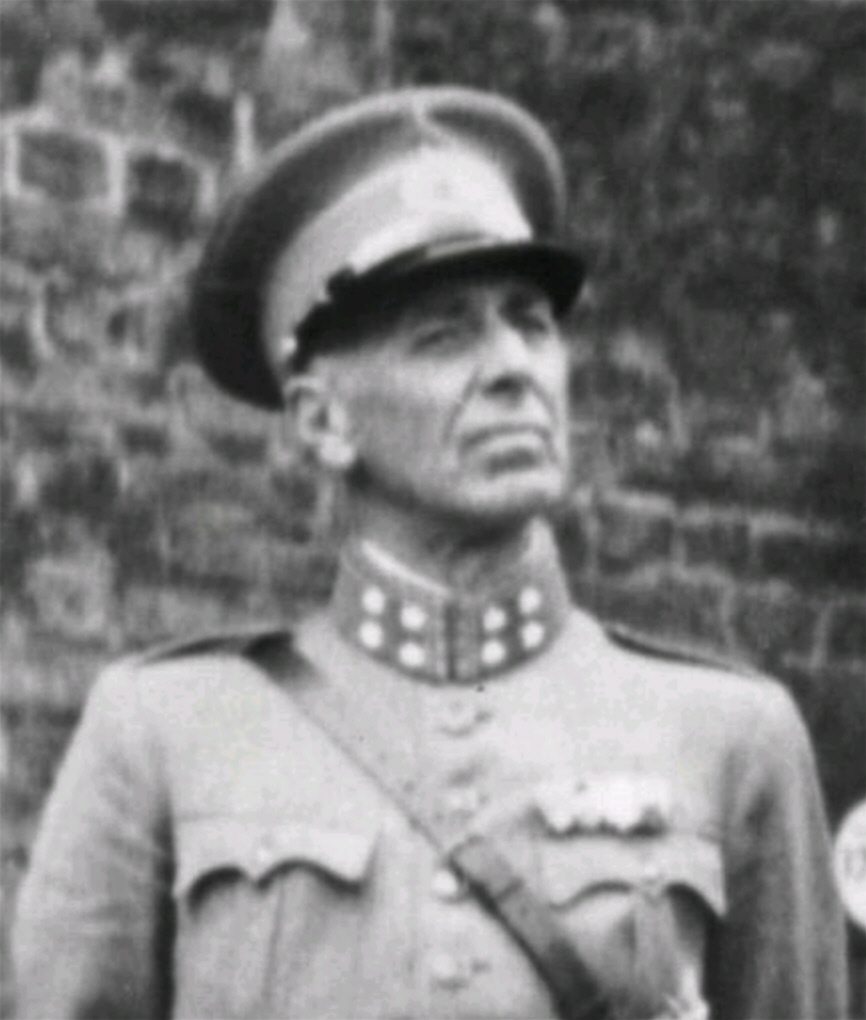
Chef van de Generale Staf H.A. Seyffardt

Politiemedewerkers en militairen zagen met name het praktische gevaar van fascisme en nationaalsocialisme vaak wat minder in. Zo was chef van de Generale Staf H.A. Seyffardt een sympathisant of zelfs in het geheim lid van de NSB en wilde dan ook dat de CI zou stoppen met het in de gaten houden van de leden van deze partij. Als hoofd van GS III verdedigde Van Oorschot de werkwijze van de CI net zo lang tot Seyffardt in september 1934 met pensioen ging.
Anders dan de meeste grote buitenlandse veiligheidsdiensten hield de Nederlandse Centrale Inlichtingendienst zich niet bezig met contraspionage. Eind jaren dertig werd wel een toenemende spionage-activiteit, met name vanuit Duitsland en de Sovjet-Unie, geconstateerd, maar het ontbrak de CI aan financiële middelen om daar werk van te maken. Ook GS III liet het maar begaan. Gevolg was dat Britse en Duitse inlichtingenofficieren in november 1939 het Venlo-incident veroorzaakten en na de oorlog bleek hoe actief Russische agenten waren geweest.
Begin 1940 kwamen zowel bij de CI als bij GS III regelmatig berichten binnen over een dreigende aanval vanuit nazi-Duitsland, maar slechts weinigen wilden daar geloof aan hechten. Kort na de Duitse inval op 10 mei 1940 hieven zowel GS III als de Centrale Inlichtingendienst zichzelf op. Het complete archief van de CI werd op last van Fabius verbrand zodat het niet in handen van de Duitsers zou vallen. Keerzijde was dat de Nederlandse regering in ballingschap evenmin over de nodige informatie beschikte. GS III-hoofd Fabius was naar Londen uitgeweken, T.S. Rooseboom kwam in Duitse krijgsgevangenschap.
Veel van de rapporten die de CI had doen uitgaan konden worden teruggevonden in overheidsarchieven, zoals die van ministeries, de commissarissen van de koningin, de procureurs-generaal en van gemeentebesturen. De rapporten uit archieven op nationaal niveau zijn door het Huygens Instituut voor Nederlandse Geschiedenis gedigitaliseerd en via een database toegankelijk gemaakt aan de hand van bijna 50.000 namen van personen, organisaties en locaties.